# 一砷化钙
一砷化钙是一种无机化合物，化学式为Ca2As2，是钙的砷化物之一。它是六方晶系晶体，空间群为P62m，它与过氧化钠同构，可表示为(Ca2+)2(As-As)4−。它和一砷化钠、硅在钽质容器中反应，可以得到Na4Ca2SiAs4。

它和一砷化钾、砷化二铁、氟化钙在高温反应，可以得到KCa2Fe4As4F2。